# Masahiro Yamada (scénariste)
Pour les articles homonymes, voir Masahiro Yamada.
Masahiro Yamada (山田 正弘, Yamada Masahiro, 26 février 1931 à Tokyo – 10 août 2005 à Shinjuku), de son vrai nom Masahiro Umehara (梅原 正弘, Umehara Masahiro), est un scénariste japonais.

## Biographie
Masahiro Yamada a souvent travaillé avec Yoshishige Yoshida et a écrit des scénarios pour Ultraman et d'autres épisodes des Ultra series (en).
Il meurt d'un cancer des poumons à Shinjuku, Tokyo, le 10 août 2005 à l'âge de 74 ans.

## Filmographie (sélection)
- Eros + Massacre (1969)[1].
- Purgatoire Eroïca
- Adieu clarté d’été